# Niobium
Niobium is een scheikundig element met symbool Nb en atoomnummer 41. Het is een glanzend wit overgangsmetaal. Het krijgt een typerende blauwe glans als het langere tijd aan de lucht wordt blootgesteld bij kamertemperatuur.

## Ontdekking
Niobium is in 1801 ontdekt door de Engelse chemicus Charles Hatchett toen hij het mineraal columbiet onderzocht dat hem door John Winthrop, de eerste gouverneur van Connecticut, was toegestuurd. Hij noemde het nieuwe element columbium, naar Columbia, een allegorische benaming voor de Verenigde Staten.
In 1809 concludeerde de Engelse chemicus William Hyde Wollaston ten onrechte dat tantalium en columbium identiek waren.
De Duitse chemicus Heinrich Rose vond in 1846 dat in tantaliumerts zich een tweede element bevond en hij noemde het niobium.
Het metaal is voor het eerst geïsoleerd door Christian Wilhelm Blomstrand in 1864 door niobiumchloride te verhitten in een atmosfeer van waterstof.
In 1864–1865 werd duidelijk dat niobium en columbium hetzelfde element waren en verschilden van tantalium. Gedurende een eeuw werden beide namen gebruikt. In Amerika en in de metallurgie werd voornamelijk de naam columbium en in Europa de naam niobium gebruikt.
In 1950, na honderd jaar onenigheid over de benaming, werd door de IUPAC (International Union of Pure and Applied Chemistry) tot de eenduidige naam niobium besloten, naar Niobe, een figuur uit de Griekse mythologie, dochter van Tantalos en Dione.

## Toepassingen

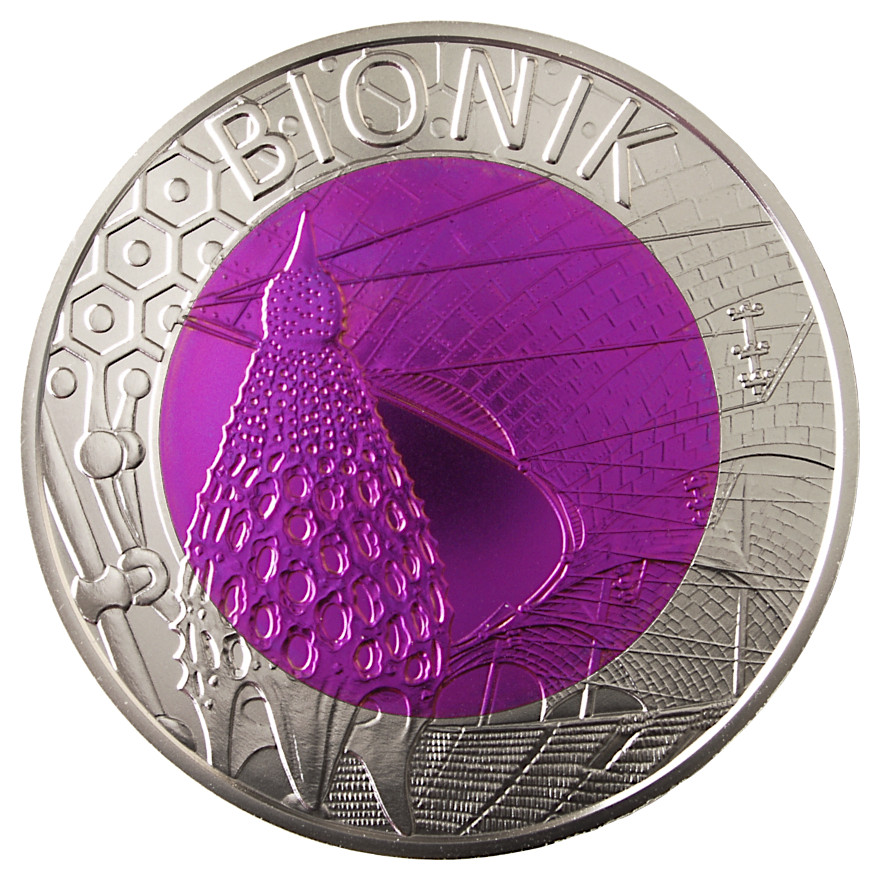
25 euromunt met zilver en niobium

De belangrijkste toepassing van niobium is bij de productie van sommige roestvaststaalsoorten. Daarnaast wordt niobium op kleine schaal gebruikt voor andere toepassingen:
- In nucleaire installaties voor het afvangen van losse neutronen.
- De blauwachtige kleur maakt het een gewild metaal voor sieraden zoals armbanden, oorbellen en lichaamspiercings.
- Het materiaal wordt gebruikt als dotering voor titaandioxide om de elektrische geleidbaarheid van dit materiaal te verhogen.
- Niobium wordt in combinatie met nikkel en kobalt gebruikt in legeringen voor raketmotoren, straalmotoren en andere installaties die grote temperatuursverschillen te verwerken krijgen.

Verder vindt niobium toepassing in supergeleiders.

## Opmerkelijke eigenschappen
Chemisch gezien vertoont niobium zeer veel overeenkomsten met tantalium; een element dat in het periodiek systeem direct onder niobium staat. Van alle supergeleidende elementen blijft niobium tot de hoogste temperatuur (9,3 K) supergeleidend. Het metaal oxideert aan de lucht bij 200 °C, maar ook als het bewerkt wordt bij lagere temperaturen moet het in een beschermende atmosfeer geplaatst worden.

## Verschijning
Niobium komt niet vrij in de natuur voor. De meest voorkomende vormen zijn de mineralen columbiet (ook wel niobiet geheten), pyrochloor en euxeniet. Mineralen waarin niobium voorkomt, bevatten meestal ook tantalium en staan ook bekend als coltan. De grootste niobium-producerende landen zijn Canada en Brazilië. In Nigeria, Congo en Rusland bevinden zich ook grote hoeveelheden niobiumerts in de aardbodem.
| Topproducenten van niobium 2019 | Topproducenten van niobium 2019 |
| Land                            | Productie (duizend ton)         |
| ------------------------------- | ------------------------------- |
| Brazilië                        | 88,9                            |
| Canada                          | 6,8                             |
| anderen                         | 1,2                             |

## Isotopen
| Stabielste isotopen | Stabielste isotopen | Stabielste isotopen      | Stabielste isotopen      | Stabielste isotopen      | Stabielste isotopen      |
| Iso                 | RA (%)              | Halveringstijd           | VV                       | VE (MeV)                 | VP                       |
| ------------------- | ------------------- | ------------------------ | ------------------------ | ------------------------ | ------------------------ |
| 91Nb                | syn                 | 680 j                    | EV                       | 1,253                    | 91Zr                     |
| 92Nb                | syn                 | 3,47·107 j               | β−                       | 2,006                    | 92Mo                     |
| 93Nb                | 100                 | stabiel met 52 neutronen | stabiel met 52 neutronen | stabiel met 52 neutronen | stabiel met 52 neutronen |
| 94Nb                | syn                 | 2,03·104 j               | β−                       | 2,045                    | 94Mo                     |

Het enige stabiele isotoop dat in de natuur voorkomt is 93Nb. Daarnaast zijn er ongeveer 25 radioactieve isotopen bekend, waarvan 92Nb, 94Nb en 91Nb de langste halveringstijden hebben.

## Toxicologie en veiligheid
Metallisch niobium speelt geen rol in de biologie, maar in poedervorm is het irriterend voor ogen en huid en kan het brandgevaarlijk zijn. Veel niobiumverbindingen zijn wel zeer giftig.